# Джанашиа, Баграт Петрович
Баграт (Шота) Петрович Джанашиа (груз. ბაგრატ (შოთა) პეტრეს ძე ჯანაშია; 31 декабря 1901. Адзюбжа (Шкацкари) Кодорского участка Сухумского округа Кутаисской губернии — 4 февраля 1978, Сухуми) — лингвист-абхазовед, кандидат филологических наук.

## Биография
Баграт (Шота) Петрович Джанашиа родился 31 декабря 1901 года в селе Адзюбжа (Шкацкари), в семье Петра Джанашиа и Кесарии Дгебуадзе. Учился в Сухумской горской школе. В 1920 г. окончил Сухумскую педагогическую семинарию, в 1929 г. — педагогический факультет ТГУ.
В разное время преподавал в школах, техникумах и в Сухумском государственном педагогическом институте (СГПИ) абхазский, грузинский языки и литературу, историю и географию. В 1933-34 годах занимался переводами в Переводческом бюро при Секторе языка и Литературы АБНИИКа (под руководством В. И. Кукба) . В 1934—1937 гг. работал инспектором-методистом Наркомпроса Абхазской АССР, организовывал курсы для повышения квалификации преподавателей русского языка, истории, обществоведения и труда. С 1937 г. был научным сотрудником АбНИИКа — Научно-исследовательского института краеведения (впоследствии Институт абхазского языка, литературы и истории им. Д. И. Гулиа АН Грузинской ССР — АбИЯЛИ), a в 1950—1978 гг., помимо этого, его ученым секретарем.
Скончался 4 февраля 1978 г. Похоронен в Адзюбже.

## Научная деятельность
Главным направлением исследований Б. П. Джанашиа являлась лексикология и лексикография абхазского языка — изучение его структуры и истории, сбор и анализ исчезающей абхазской лексики, исследование абхазско-грузинских лингво-культурных контактов. Его работы занимают особое место в этих областях и в кавказоведении в целом. Следует отметить его «Абхазско-грузинский словарь» (1954), богатый отраслевой словарь по виноградарству и виноделию («Абхазская лексика виноградарства и виноделия», Тбилиси, 2010 г.), неопубликованный «Абхазско-русский словарь» (составленный в 1941—1942 гг. и дополненный к 1957 г.; закончен в 1957 г. в объёме 12000 слов, редактирован им же в 1958—1959 гг.) , а также лексические материалы по животноводству, птицеводству, пчеловодству, огородничеству, народной медицине, кузнечному, ткацкому ремеслам и строительному делу, считающиеся утерянными. Является одним из авторов и редакторов «Русско-абхазского словаря» (1964), редактором неизданного «Грузинско-абхазского словаря» (12000 слов, завершен в 1962 г.), соавтором неопубликованного «Русско-абхазского общественно-политического терминологического словаря» (1400 слов, 1960 г.), а также одним из редакторов ряда выпусков Трудов АбИЯЛИ (XXVII, XXX, XXХI, XXXII, XXХIII-XXXIV, 1956, 1959, 1960, 1961, 1963).
Вел большую работу в деле развития абхазской школы, занимался составлением учебников, хрестоматий и программ для абхазских школ по абхазскому языку и литературе, переводами учебников и программ на абхазский язык, переводами абхазского фольклора на русский и грузинский языки, переводами с грузинского и армянского языков на aбхазский, собиранием абхазского фольклора.
Ему было присвоено почетное звание Заслуженного деятеля науки Абхазской АССР, награждён почетной грамотой и медалями.

## Научные работы
1. Джанашиа Б. П. Абхазо-грузинский словарь. Тбилиси, 1954.
2. Бгажба Х. С., Джанашиа Б. П., Шакирбай Г. З., Шакрыл Е. П., Шакрыл К. С., Шинкуба Б. В. Русско-абхазский словарь. — Сухуми: Алашара, 1964.— 633 с.
3. Джанашиа Б. П. Абхазская лексика виноградарства и виноделия. — Тбилиси: Интеллект, 2010. ISBN 978-9941-420-91-7.
4. Джанашиа Б. П. Абхазо-грузино-русский словарь по кузнечному делу с текстом. — 1947. Считается утерянным. Хранился в архивe АИЯЛИ. Ф. I, п. З, № 14, см. Ардзинба В. Г. К истории культа железа и кузнечного ремесла (почитание кузницы у абхазов).
5. Джанашия Б. П. Абхазские тексты к лексике народной медицины (рукопись). Считается утерянной, см. С. М. Начкебиа. Лексика народной медицины в абхазском языке. — Сухуми. РУП «Дом печати». 2013. с. 3.

## Учебные пособия и их переводы
1. Б. А. Джанашиа. «Хрестоматия по литературе для 3-го класса», 1937 г.
2. А. Б. Адзинба, Б. П. Джанашиа. «Хрестоматия по литературе для VII класса абхазских неполных средних и средних школ», 1938 г.
3. Д. И. Гулиа, С. Н. Джанашиа, Б. П. Джанашиа. Грузинский язык для абхазских школ. Первый год обучения. — Сухуми: 1938. — 130 с. (c грузинско-абхазским словарем, с. 109—128). 2-е, дополн. и испр. изд. — Сухуми: 1939, 141 с. (грузинско-абхазский словарь, с. 121—141) . 3-е изд.. Сухуми, 1944, 153 с.
4. А. Б. Адзинба, Б. П. Джанашиа. Хрестоматия по абхазской литературе для VIII классов абхазских неполных средних и средних школ, 1941 г.
5. Гулиа Д. И., Джанашиа Б. П. Абхазский язык для 3-го класса начальной школы. Первое издание. — Сухуми: Абгосиздат, 1947. — 199 с.  Второе издание, переработанное и дополненное. — Сухуми: Абгиз, 1950 . — 240 с. Пятое переработанное и дополненное издание. — Сухуми: Абгосиздат, 1953. — 246 с. (на абхазском языке).
6. Гулиа Д. И., Джанашиа Б. П. Абхазский язык для 4-го класса начальной школы. Пятое переработанное и дополненное издание. — Сухуми: Абгосиздат, 1953. — 303 с. (на абхазском языке).
7. «Родная речь». Для 4-го кл. Сост. Д. И. Гулиа, Б. П. Джанашиа. — Сухуми: Абгосиздат: 1962.
8. Программы начальной школы. Абхазский язык, математика, география, естествознание, трудовое обучение, рисование. Перевод с русского А. Адзинба, Ш. Джанашия, Б. Кация, В. Какалия. На абхазском языке (латинский алфавит). — Сухуми: Абгосиздат, 1936.— 92 с.
9. Тевзадзе К., Гониашвили Т. «Учебник грузинского языка для абхазских школ». Переработал для абхазских школ и грузинско-абхазским словарем снабдил Баграт Джанашиа. Редактор — Симон Джанашиа. — Тбилиси: Госиздат Грузии: 1937. — 88 с.
10. Д. Дондуа. География. Первая часть. Учебник 3-х классов начальной, неполной средней и полной школ. Первое издание. Перевел с грузинского Баг. Джанашия. На абхазском языке (грузинский алфавит).— Сухуми: Абгиза, 1939. — 112 с.
11. Д. Дондуа. География. Учебник для 4-го класса. Перевод Б. Джанашия. На абхазском языке (грузинский алфавит). — Сухуми: Абгосиздат, 1954.— 219 с.
12. Б. Джанашия, Н. Тарба, Д. Тапагуа. Хрестоматия по абхазской литературе для 4-го кл. 2-е изд. — Сухуми : Алашара, 1983. — 150 с. Загл. предыдущего изд.: Родная речь.

## Литературные переводы
1. Абхазские сказки, под общей редакцией А. Хашба и В. Кукба. Перевели: С. Чанба, И. Адзинба, Б. Джанашиа (сказки «О том, как Нарджхиоу женился на сестре нартов», «Глупость несчастье», «Лекарь Лукман», «Как князь женил своего сына Салби», «Обида свекрови», с. 55-58, 77- 78, 176 −178, 189—203, 207—209) и др. — Сухум: Издание АбНИИКа, 1935.
2. Ованес Туманян. Гикор (повесть). Перевод: И. Адзинба, Б. Джанашиа.— Сухуми: Абгосиздат, 1939  (по другим данным — перевел с армянского Б. Джанашиа). ).
3. Николай Бараташвили. Сочинения. Перевод: Х. Бгажба, Б. Шинкуба, Д. Гулиа, Б. Джанашиа («Ночь в кабахи», «Злобный дух», c. 16-17, 34), И. Тарба и др. — Сухуми: Абсиз, 1947. (На абхазском языке).

## Остальные переводы
1. П. С. Джапаридзе. Что нужно знать о малярии. — Сухум: Абгиз, 1938 (на абх. языке). Перевел Ш. Джанашиа.
2. Агротехнические правила по культуре табака на 1936 год. Народный Комиссариат Земледелия АССР Абхазии. — Сухуми: Абгиз, 1936. — 36 с. (на абх. языке). Перевел Ш. Джанашиа.

## Фольклорные материалы
1. Абхазская народная поэзия (с. 44-45, 49). Составил Б. В. Шинкуба. — Сухуми: Издательство Академии наук Грузинской ССР, 1959 (на абхазском языке).

## Редактирование
1. Труды АбИЯЛИ. Вып. XXVII, XXX , XXХI, XXXII, XXХIII-XXXIV. — Сухуми: Издательство АН ГССР, 1956, 1959, 1960, 1961, 1963 (в составе редколлегии). , , , , .
2. Аристава Ш.К. «Деепричастие в абхазском языке». — Сухуми: 1960. — 93 с.[17]
3. Русско-абхазский словарь. — Сухуми: Алашара, 1964.— 633 с. (в составе редколлегии).